# Almindelig blærenød
Almindelig blærenød (Staphylea pinnata) er en stor, løvfældende busk med en opret, åben vækst. Blomsterne er samlet i klaser med hvide blomster, der har en behagelig duft.

## Beskrivelse
Barken er først glat og grågrøn, senere bliver den olivengrøn, og til sidst er den grå med lyse striber. Knopperne er modsatte, ægformede, glatte og lysegrønne. Bladene er uligefinnede med 5 (sjældent 3) elliptiske småblade. Bladranden er bølget til let takket, oversiden er glat og friskgrøn, mens undersiden er grågrøn og mat. 
Blomsterne er samlet i overhængende klaser. De enkelte blomster er hvide og klokkeformede, og de har en behagelig duft. Frugterne er oppustede bælge med hårde nødder i. Frøene modner godt og spirer villigt i Danmark.
Rodnettet består af kraftige hovedrødder med talrige, højtliggende siderødder. Planten er langsomt voksende, især i de første år.
Højde x bredde og årlig tilvækst: 4 x 2,5 m (30 x 20 cm/år).

## Hjemsted
Blærenød vokser som underskov i blandede løv- og nåleskove i det sydøstlige Centraleuropa, hvor klimaet er varmt og fugtigt om sommeren, men koldt om vinteren. 
På bjerget Badacsony, som ligger vest for Balatonsøen, findes blandede løvskove med eg og avnbøg som de dominerende arter. I skoven  Köbölkúti-erdő findes arten sammen med bl.a. agerrose, almindelig avnbøg, almindelig guldstjerne, almindelig hvidtjørn, almindelig liguster, almindelig vintergæk, blå anemone, dunet steffensurt, enblomstret flitteraks, frynseeg, fuglekirsebær, gul anemone, hulrodet lærkespore, hvidplettet lungeurt, klæbrig salvie, kranslilje, kratvikke, krybende læbeløs, liljekonval, lundvortemælk, lundgylden, mannaask, martsviol, navr, nældeklokke, Scilla vindobonensis (en art af skilla), skovgaltetand, skovhullæbe, skovjordbær, skovstar, skovstilkaks, skovmærke, småbladet lind, stor konval, svaleurt, tandrod, vedbendgyvelkvæler, vintereg, vrietorn og vårfladbælg

## Galleri
|  |  |  |  |

## Note
1. ↑  N. Bauer: Vegetation of Mt Badacsony Arkiveret 14. august 2014 hos  Wayback Machine – grundig gennemgang af vegetationerne på Badacsony på (engelsk)